# 中国科学院昆明分院
中国科学院昆明分院是中国科学院的派出机构，负责联络和协调中国科学院在云南和贵州地区的科研单位。

## 历史沿革
1957年，中国科学院昆明办事处成立。1958年扩建为中国科学院云南分院。1962年，云南分院与四川分院、贵州分院合并，在成都成立中国科学院西南分院。1970年，西南分院撤销，云南分院由中国科学院移交云南省管理。1978年成立昆明分院。